# 龍門冰室

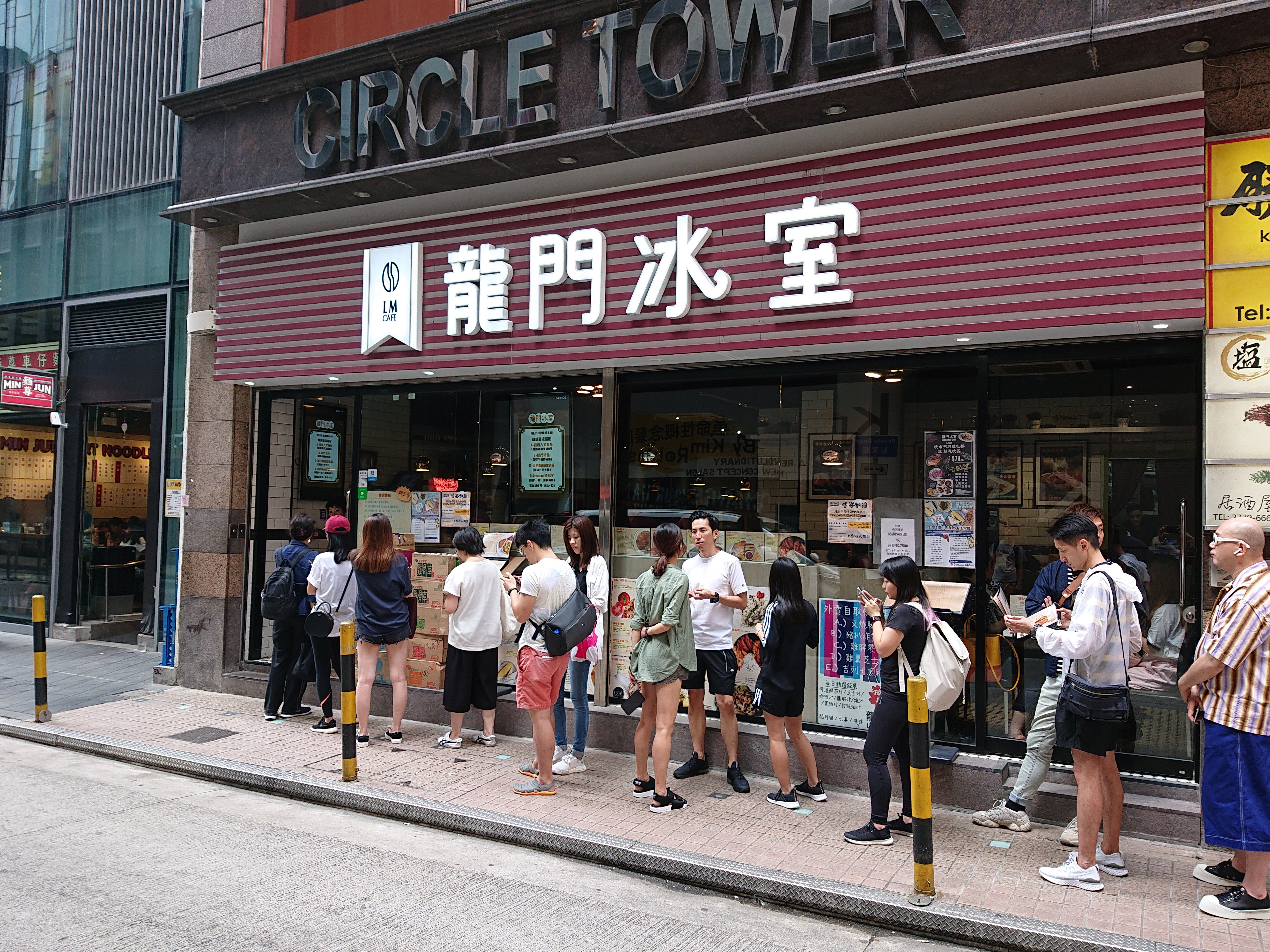
龍門冰室銅鑼灣分店（已結業）

龍門冰室（英語：Lung Mun Cafe），又名瓏門冰室，是香港一個食肆品牌。雖然名稱叫「冰室」，但它實質是港式茶餐廳。龍門冰室曾經有兩個分支：一個屬創辦人張俊傑名下，現時已全線結業，曾經是黃色經濟圈頭號黃店；另一個隸屬富臨集團名下，曾經有兩家分店；兩個分支的招牌、裝修格局和菜單都大致一樣，不過後者隨着張俊傑和富臨關係決裂已經全線結業。

## 歷史

### 早期張俊傑獨營
龍門冰室於2012年11月7日創辦，創辦人張俊傑原為精算師。冰室於新界屯門龍門居開張，因而使用「龍門」作為店名。冰室隨後陸續於港九新界開設分店，之後也有增設中央工場。

### 合作和分家時期
根據創辦人張俊傑的說法，2018年富臨集團想和他合作，在他同意下和他合組公司，於屯門海麗花園開分店。張俊傑和富臨分別持有合營公司三成和七成股權。但後來富臨集團未經張俊傑同意就在香港仔開設另一分店，又在富臨集團年報聲稱「龍門冰室」是它們的品牌，令張俊傑非常不滿。對於這些指控，富臨集團一直未有回應。

### 割席和示威情況
2019年，反對逃犯條例修訂草案運動爆發。2019年8月11日港島東示威期間，大量福建幫駐守於富臨集團旗下一家酒樓內；示威者指責富臨集團和福建幫有密切關係，呼籲杯葛富臨旗下所有食肆，龍門冰室亦受到牽連。這個時候，龍門冰室創辦人張俊傑隨即公開割席，和富臨集團劃清界線。張俊傑表示，富臨集團名下的龍門冰室2家分店是「假龍門」，和他無任何關係。自此，張俊傑名下的龍門冰室開始高調支持示威者，譬如提供免費餐予學生示威者，變成深受示威者歡迎的「黃店」，經常大排長龍。
雖然張俊傑於8月在網上公開割席，但要到9月13日他才把合營公司三成股權轉贈予其他人，11月4日他提出辭任合營公司董事，正式斷絕關係。
兩邊陣營的龍門冰室都曾遭人破壞。10月4日晚，香港仔第一次出現「暴徒」搗亂，區內多間舖頭被破壞，富臨旗下的龍門冰室香港仔分店被人擊破門口玻璃。10月24日清晨，張俊傑旗下的龍門冰室紅磡分店被數人拿鐵錘打碎門口玻璃、收銀機和桌椅。10月28日晚屯門示威當時，富臨旗下龍門冰室海麗花園分店被開展「黑裝修行動」，有人掉汽油彈。11月9日清晨，再輪到張俊傑旗下的龍門冰室銅鑼灣分店被大肆破壞。
11月上旬，富臨旗下兩家龍門冰室分店暫停運作，店舖出面圍封了板，亦遮蓋了店舖名稱。其中香港仔分店於2020年1月確定富臨已經棄租，改由「黃店」「一起果醬」承租，開設它們港島區第一家分店。
2020年6月30日，港版國安法通過當天，龍門冰室於Facebook宣布正式退出黃色經濟圈。

### 分店結業潮
曾經有8間分店的龍門冰室，2020年以來相繼結業。截至2021年4月，只餘下尖沙嘴以及沙田分店。2021年8月沙田分店結業，只餘下尖沙嘴分店。2022年5月4日尖沙嘴分店結業，亦即是全線結業。

## 食物質素
龍門冰室曾被網民評為黃店「難食之首」，《蘋果日報》報道指其運作「錯漏百出」，顧客吃到冷咖喱，奶茶沒有茶味、沙嗲牛肉沒有花生味、芝士吉列豬扒撈丁沒有芝士味。後來龍門冰室邀請「餐飲宗師」吳永皓和「金茶王」陳偉聰視察廚房，以求改善食物質素和店舖形象。

## 爭議

### 被指作假報表
2019年11月，龍門冰室成立「香港人嘅冰室資源分享中心」，聲稱作慈善業務，讓市民捐助手工藝品，但對於分別為期9日和15日的「和你宵」活動，有前員工指當中的支出和收款報表非常可疑，認為報表的數字能由張任意作假，活動每天完結後，捐款都由張及其「親信」帶走。張則指若認為報表不可信，可循法律途徑追討。另外，有員工指中心的收入抬頭是張的個人帳戶，張回應指中心的收款因未能申請帳戶而由龍門冰室名下兩個獨立運作的帳戶處理，但後來張指龍門的其他帳戶與「獨立帳戶」有資金有來往，他稱是希望維持中心的運作。

### 曾承諾建立基金但後拒絕
老闆張俊傑曾向兩名義工指，「香港人嘅冰室資源分享中心」將捐款建立支援反對逃犯條例修訂草案運動中被捕示威者的基金，更稱會比612人道支援基金和星火同盟抗爭支援做得更好，義工亦因此搜羅最低價格的貨源，但張拒絕了貨源，並指自己找到「兄弟」生產，當中差額達十萬港元。義工夜以繼日地送貨，報銷單據卻遭拖欠，導致了義工的辭去。後來，張指自己把捐款用作了購買防疫物資，填補防疫用品上的虧損，但從未與義工溝通。而防疫用品的成效亦備受爭議。

### 聖誕卡被指更換成禮物
資源中心曾在2019年舉辦「冬至飯」，收集了大批「同路人」寄出的聖誕卡，部分夾有現金券或現金，但張指擔心有「洗黑錢」的嫌疑，沒有在冬至當天派發予到場人士，冬至飯當天又邀請傳媒出席，導致有人因不想露面而沒有出席。前員工指，冬至飯當晚完結後發現仍有大量聖誕卡未派發，自己及後在聖誕夜到前線派發，但後來又找到了一些；而當晚則有幾百份禮物派發，張指是因為現金券或現金被兌換成了禮物送出，前員工質疑張是把值錢的抽起，傳達心意的就被丟在辦公室。

### 老闆入稟控告前員工
2020年9月8日，老闆張俊傑入稟高等法院，控告前員工楊朗出版書本《消失了的聖誕卡》中「跋─知情人的心路歷程」一文構成誹謗，當中講述張強迫員工工作和無理解僱楊朗等指控，要求法庭頒令禁止文章繼續出版。楊朗則指張以黃色經濟圈自居，卻在2020年7月宣佈退出經濟圈，又僱用元朗襲擊事件中白衣人的律師辯護，對此感到錯愕和遺憾，表示諷刺。

## 外部連結
- 龍門冰室的Facebook專頁 （創辦人張俊傑名下）